# 1958年最高裁判所裁判官国民審査
1958年最高裁判所裁判官国民審査（1958ねんさいこうさいばんしょさいばんかんこくみんしんさ）は、1958年（昭和33年）5月22日に第28回衆議院議員総選挙と共に執行された最高裁判所裁判官国民審査。

## 総論
5人の最高裁判所裁判官に対して国民審査が行われ、全員罷免しないとされた。投票率は76.63%であった。

## 国民審査の結果
| 裁判官     | 罷免を可とする票 | 罷免を可としない票 | 罷免を可とする率 |
| ---------- | ---------------- | ------------------ | ---------------- |
| 高橋 潔    | 3,484,572        | 32,918,796         | 9.57%            |
| 垂水克己   | 3,672,322        | 32,740,462         | 10.09%           |
| 河村大助   | 3,293,746        | 33,117,699         | 9.05%            |
| 奥野健一   | 3,225,149        | 33,189,498         | 8.86%            |
| 下飯坂潤夫 | 3,308,160        | 33,107,867         | 9.08%            |